# Kostel Nanebevstoupení Páně (Dolní Marklovice)
Kostel Nanebevstoupení Páně v Dolních Marklovicích je renesanční dřevěný kostel ve vesnici Dolní Marklovice, části obce Petrovice u Karviné nedaleko města Karviné.

## Historie
První zmínka o kostele v Dolních Marklovicích je z roku 1360, o 100 let později se dozvídáme, že se stal farním. Pak o kostele nemáme žádné zprávy, až ze dne 14. dubna 1654, kdy byl kostel odebrán luteránům a navrácen katolíkům, zasvěcen svatému Mikuláši a jako filiální přifařen ke kostelu v Žibřidovicích (dnes v Polsku). Už tehdy, dle vizitačního protokolu, byl kostel velmi sešlý.
Roku 1739 byl vystavěn nový dřevěný kostel, zasvěcený Nanebevstoupení Páně, který stojí dodnes, Architektura kostela je zvláštní, archaická, připomíná obdobné stavby z 16. století. Kostelní věž vybočuje z půdorysu kostela, dříve nejspíše stála samostatně a později byla přistavěna ke kostelu. Kostel ve svém nitru ukrývá jedinečné nástěnné malby z doby stavby kostela, které byly nalezeny roku 1952 pod nalepenými papírovými tapetami farníky Świderem a Žebrokem. Marklovický kostel je jediným dřevěným kostelem se zachovanými původními malbami v České republice. Kostel v nedávné době prošel rekonstrukcí.